# The Last of England
The Last of England è un film del 1987 diretto da Derek Jarman.

## Produzione
La protagonista della pellicola, il cui titolo è preso da un dipinto dell'artista Ford Madox Brown, è Tilda Swinton.

## Distribuzione
In Italia è stato distribuito in lingua originale con sottotitoli in italiano, direttamente in DVD da PulpVideo il 7 giugno 2017.